# Fredericksburg (Virginia)
Fredericksburg (oficialmente como City of Fredericksburg), fundada en 1728, es una de las 39 ciudades independientes del estado estadounidense de Virginia. En el año 2005, la ciudad tenía una población de 23,193 habitantes y una densidad poblacional de 385.9 personas por km². En 1879 se convirtió en una ciudad independiente del condado de Spotsylvania. Fredericksburg forma parte del área metropolitana de Washington D. C.

## Geografía

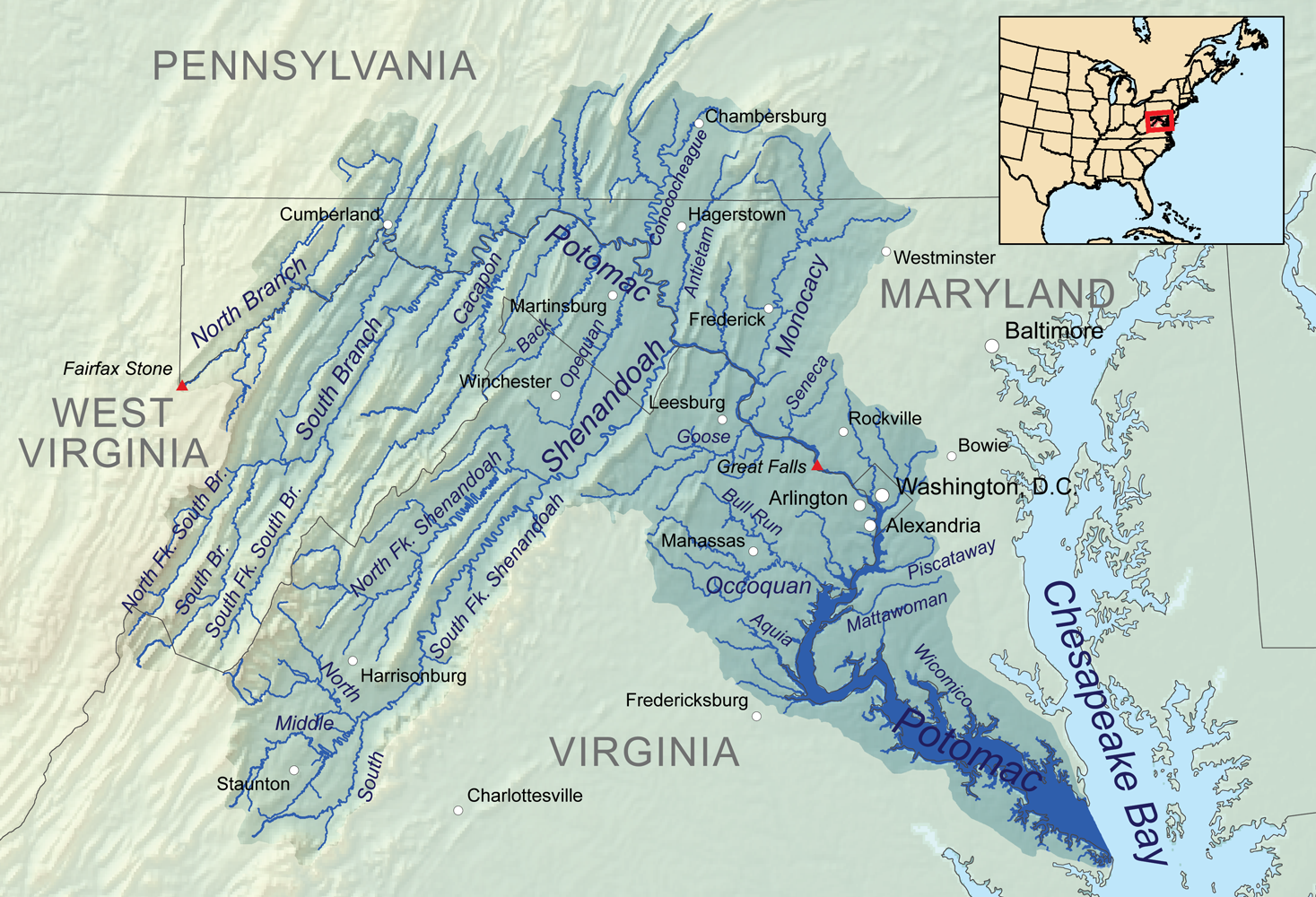
Mapa del río Potomac en el que aparece abajo Fredericksburg

Según la Oficina del Censo, la ciudad tiene un área total de 27,2 km² (10,5 mi²), de la cual 27,2 km² (10,5 mi²) es tierra y 0 km² (0 mi²) (0.0%) es agua.
| Parámetros climáticos promedio de Fredericksburg | Parámetros climáticos promedio de Fredericksburg | Parámetros climáticos promedio de Fredericksburg | Parámetros climáticos promedio de Fredericksburg | Parámetros climáticos promedio de Fredericksburg | Parámetros climáticos promedio de Fredericksburg | Parámetros climáticos promedio de Fredericksburg | Parámetros climáticos promedio de Fredericksburg | Parámetros climáticos promedio de Fredericksburg | Parámetros climáticos promedio de Fredericksburg | Parámetros climáticos promedio de Fredericksburg | Parámetros climáticos promedio de Fredericksburg | Parámetros climáticos promedio de Fredericksburg | Parámetros climáticos promedio de Fredericksburg |
| Mes                                              | Ene.                                             | Feb.                                             | Mar.                                             | Abr.                                             | May.                                             | Jun.                                             | Jul.                                             | Ago.                                             | Sep.                                             | Oct.                                             | Nov.                                             | Dic.                                             | Anual                                            |
| ------------------------------------------------ | ------------------------------------------------ | ------------------------------------------------ | ------------------------------------------------ | ------------------------------------------------ | ------------------------------------------------ | ------------------------------------------------ | ------------------------------------------------ | ------------------------------------------------ | ------------------------------------------------ | ------------------------------------------------ | ------------------------------------------------ | ------------------------------------------------ | ------------------------------------------------ |
| Temp. máx. media (°C)                            | 7.2                                              | 9.4                                              | 14.4                                             | 20.6                                             | 25                                               | 29.4                                             | 32.2                                             | 31.1                                             | 27.2                                             | 21.1                                             | 15                                               | 9.4                                              | 20                                               |
| Temp. mín. media (°C)                            | -5                                               | -3.9                                             | 0.6                                              | 5                                                | 10.6                                             | 15.6                                             | 18.3                                             | 17.2                                             | 13.3                                             | 6.1                                              | 1.1                                              | -2.8                                             | 6.1                                              |
| Precipitación total (mm)                         | 90.2                                             | 73.2                                             | 100.8                                            | 79.5                                             | 99.6                                             | 87.1                                             | 106.2                                            | 88.6                                             | 97.8                                             | 94                                               | 85.1                                             | 83.1                                             | 1085.1                                           |
| Fuente: 2 de agosto de 2009                      |                                                  |                                                  |                                                  |                                                  |                                                  |                                                  |                                                  |                                                  |                                                  |                                                  |                                                  |                                                  |                                                  |

## Demografía
Según el censo de 2000, había 19,279 personas, 8,102 hogares y 3,925 familias residiendo en la localidad. La densidad de población era de 707.6 hab./km². Había 3,767 viviendas con una densidad media de 326.2 viviendas/km². El 73.18% de los habitantes eran blancos, el 20.41% afroamericanos, el 0.34% amerindios, el 1.51% asiáticos, el 0.06% isleños del Pacífico, el 2.56% de otras razas y el 1.95% pertenecía a dos o más razas. El 4.90% de la población eran hispanos o latinos de cualquier raza.
Los ingresos medios por hogar en la localidad eran de $34,585, y los ingresos medios por familia eran $47,148. Los hombres tenían unos ingresos medios de $33,641 frente a los $25,037 para las mujeres. La renta per cápita para el condado era de $21,527. Alrededor del 15.5% de la población estaba por debajo del umbral de pobreza.

## Ciudades hermanas
- Fréjus, Francia
- Princes Town, Ghana